# San Juan del Río (kommun), Oaxaca
San Juan del Río är en kommun i Mexiko.   Den ligger i delstaten Oaxaca, i den sydöstra delen av landet, 400 km sydost om huvudstaden Mexico City. Antalet invånare är 1 280. Arean är 95 kvadratkilometer.
Terrängen i San Juan del Río är huvudsakligen kuperad, men österut är den bergig.
Följande samhällen finns i San Juan del Río:
- San Juan del Río